# Francisco Santiago Reyes
Francisco Santiago Reyes Villalba, comúnmente conocido como Francisco Reyes (4 de julio de 1941-31 de julio de 1976), fue un centrocampista y el defensa central paraguayo, que jugó en varios clubes de primer nivel y en la Selección de fútbol de Paraguay. Se dice que tenía un excelente control y salida con el balón.

## Carrera
Nació en Asunción, comenzó su carrera en 1963 en el Club Presidente Hayes, para posteriormente pasar al Club Olimpia, ganando la Primera División de Paraguay en 1962 y en 1965. Tuvo un corto paso por Club Atlético River Plate y luego un semestre en Club Atlético de Madrid, donde tuvo problemas con el cupo de extranjero. En 1967 volvió a Sudamérica para unirse al club brasileño Clube de Regatas do Flamengo en 1967, con el cual consiguió el Campeonato Carioca en 1972, y la final del 1973.
En 1970 fue elegido como el mejor jugador del torneo brasileño por puntos Bola de Ouro y algunos dirigentes buscaron nacionalizarlo brasileño. Por Flamengo jugó 196 partidos y realizó 7 goles. Se retiró mientras defendía al Club Olimpia ganando de nuevo la Liga paraguaya en su última temporada, en 1975. El 31 de julio a la edad de 35 años falleció a causa de una leucemia dejando una familia de dos hijos y a su esposa.

## Selección nacional
Jugó 13 partidos para la Selección de fútbol de Paraguay entre 1961 y 1966. 

## Clubes
- 1961-1962, Club Presidente Hayes
- 1963, 	Club Olimpia
- 1964,	Club Atlético River Plate
- 1965,	Club Olimpia
- 1966,	Club Atlético de Madrid
- 1967-1973,	Clube de Regatas do Flamengo con196 apariciones y 7 goles[1]
- 1974-1975,	Club Olimpia

## Logros
- Campeón de la Primera División de Paraguay con el Club Olimpia: 1965 y 1975
- Campeón del campeonato Carioca con el Club Flamengo: 1972
- Copa Guanabara: 1970, 1972 y 1973
- Mejor jugador del campeonato brasileño por puntos (Bola de Ouro) *En ese tiempo no existía el premio y se entregaba la bola de prata.